# Johanne Luise Heiberg
Johanne Luise Heiberg, född Pätges 22 november 1812, död 21 december 1890, var en av Danmarks främsta skådespelerskor under 1800-talet. Hon var sin tids ledande aktris vid Det Kongelige Teater i Köpenhamn. 
Heiberg växte upp i en fattig miljö som dotter till en värdshusägare av tyskt ursprung och hans judiska hustru. Redan som barn uppträdde hon som dansare i föräldrarnas marknadstält i Dyrehavsbakken. Heiberg visade tidigt prov på konstnärlig talang och började på Det Kongelige Teaters balett 1820. Med hjälp av utomstående bidragsgivare kunde hon utbilda sig till skådespelerska vid Kongelige Teaters dramatiska skola 1826–29. Redan 1823 gjorde hon barnroller vid teatern, och 1829–1856 och 1859–64 var hon anställd vid Det Kongelige Teater samt 1867–74 instruktris vid teaterns talscen. Bland hennes roller märks Julia i Romeo och Julia, Ofelia i Hamlet, Lady Macbeth i Macbeth och Maria Stuart.
1831 gifte hon sig med den berömde och mycket äldre kritikern och pjäsförfattaren Johan Ludvig Heiberg, ett giftermål som ytterligare förstärkte hennes position och gjorde henne känd under namnet "fru Heiberg". Makarna Heiberg blev ett begrepp och deras hem en kulturell samlingspunkt i Köpenhamn.
Heiberg skrev även 1848 den sedan 1855 även i Sverige populära vaudevillen En Søndag paa Amager och utgav 1882 en bok om svärföräldrarna, Peter Andreas Heiberg og Thomasine Gyllembourg. Postumt utgavs hennes memoarer, Et Liv, gjenoplevet i Erindringen (4 band, 1891–92).
Heiberg var avbildad på den danska 200-kronorssedeln mellan mars 1997 och oktober 2010.
Pjäsen Från regnormarnas liv (1981) av P.O. Enquist handlar om ett fiktivt möte mellan Heiberg och H.C. Andersen.